# Utebo
Utebo é um município da Espanha na província de Saragoça, comunidade autónoma de Aragão. Tem 17,9 km² de área e em 2021 tinha 18 856 habitantes (densidade: 1 053,4 hab./km²).

## Demografia
| Variação demográfica do município entre 1991 e 2004 | Variação demográfica do município entre 1991 e 2004 | Variação demográfica do município entre 1991 e 2004 | Variação demográfica do município entre 1991 e 2004 |
| --------------------------------------------------- | --------------------------------------------------- | --------------------------------------------------- | --------------------------------------------------- |
| 1991                                                | 1996                                                | 2001                                                | 2004                                                |
| 7671                                                | 9075                                                | 11896                                               | 13227                                               |